# A-004

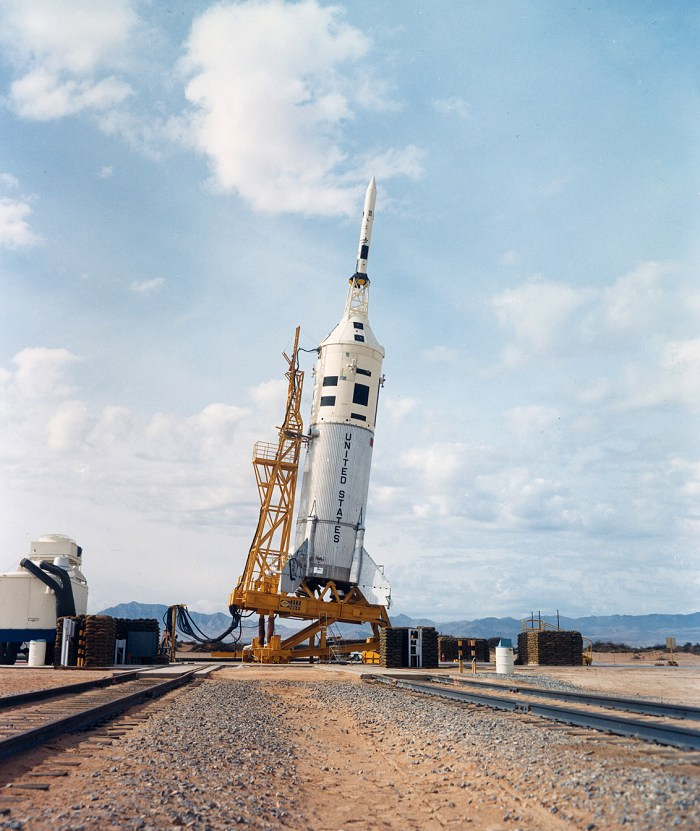
ليتل جو 2 قبل اجراء الإطلاق للتجربة أي-004. من أعلى إلى أسفل: صاروخ الإنقاذ، كبسولة القيادة (قمعية الشكل) ، ووحدة الخدمة (بيضاء)، صاروخ ليتل جو 2 (أزرق فاتح). الغرض هو انقاذ الكبسولة وحياة رواد الفضاء.

أي-004  هو الإطلاق السادس والأخير في برنامج أبولو لاختبار نظام الإنقاذ لمركبة القيادة Command module. في هذا الإطار أجرت ناسا تجاربا على أنظمة مشابها لهذا الغرض في الماضي تحت اسم تجربة منصة الهروب-1 (1963) , تجربة منصة الهروب-2 (في عام 1965) .

## الغرض
كان الإطلاق A-004 هو التجريب الأخير لصاروخ انقاذ كبسولة القيادة (كبسولة الفضاء)، وأول إقلاع لكبسولة الفضاء الاختبارية نوع Block I (لا تحتوي تلك الكبسولة على نظام التحام المركبة القمرية، كما لا تحتوي على أجهزة الاتصال بالأرض). وتمت التجربة بدون رواد فضاء، وكان الغرض من التجربة إثبات :
1- عمل نظام الإنقاذ بنجاح من حيث توجيه مركبة القيادة وضبطها على الارتفاع المناسب بعد تعريضها لحالة عدم اتزان شديد خلال عملية الإطلاق،
2- أن تحافظ مركبة الإنقاذ على سلامتها وكفاءتها خلال ظروف الاختبار حيث تكون كبسولة القيادة محملة بالوزن المنتظر.
في هذا الإطلاق استخدم صاروخ من نوع ليتل جو 2  Little Joe II لخامس مرة وآخر مرة في نفس الوقت. ويتكون نظام الإقلاع من 4 محركات صاروخية من نوع الجول Algol، بالإضافة إلى 5 محركات مساعدة. كما زود الصاروخ بجهاز للاستجابة إلى إشارات تُرسل إليه من مركز القيادة على الأرض. وأجريت التجربة مصحوبة بتعريض الوحدات إلى حالة عدم اتزان موجهة من الأرض لصاروخ الإقلاع. وكانت مركبة (كبسولة) الفضاء مكونة من نموذجين معدلين Block I لمركبة القيادة ولوحدة الخدمة. كذلك أجري تعديل على نظام الإنقاذ.
كما تم ضبط مركز الثقل واتجاه الدفع للصاروخ بحيث يبدأ ترنح مركبة الفضاء وارتجاجها بعد تشغيل نظام الإنقاذ. ويتكون نظام الهبوط من نفس النظام الذي استخدم بنجاح خلال التجربة رقم 2.

## الطيران
أقلع الصاروخ يوم 20 يناير 1966 في الساعة 08:17 حسب التوقيت المحلى لكاب كانافيرال (يعادل 15:17 بالتوقيت العالمي المنسق بعد عدة تأجيلات للإقلاع بسبب صعوبات تقنية وعدم مناسبة الأحوال الجوية. ثم أرسلت الإشارة من الأرض لتشغيل عملية الإنقاذ عندما وصل صاروخ الإقلاع ليتل جو2 الارتفاع والسرعة المطلوبين. وبدأ نظام الإنقاذ والأرجحة والترنح بعد انفصال صاروخ الإقلاع عن المركبة الفضائية، ووصل مقدار الأرجحة زاوية أقصاها 160 درجة/ ثانية ووصلت درجة الدوران 70 درجة/ثانية. ثم انفتحت جنيحات ضبط التوجيه Canard الخاصة بنظام الإنقاذ في الوقت المناسب بحيث أصبحت قاعدة المركبة المغطاة بالحاجز الحراري موجهة إلى الأمام بعدما ترنح نظام الإنقاذ 4 مرات.
وبعد انفصال نظام الإنقاذ عن المركبة الفضائية عمل نظام الهبوط بطريقة حسنة، وهبطت مركبة القيادة على بعد 34 كيلومتر من مكان الإقلاع بعد وصلولها ارتفاع 24 كيلومتر فوق سطح البحر.
ادت جميع الأجهزة أداءها على ما يرام وكانت القوى المؤثرة ومقدار تحمل هيكل المركبة في الحيز المحسوب. ورغم أن أحد الخصائص المطلوب التحقق منها (وهي تحمل الفرق بين الضغط داخل وخارج مركبة القيادة) لم يتحقق إلا أن جميع الإغراض المراد اختبارها قد تمت بنجاح.

## اقرأ أيضا
- أبولو 8
- أبولو 10
- أبولو 11
- نيل أرمسترونج
- قائمة بعثات أبولو

## وصلات خارجية
- The Apollo Spacecraft: A Chronology
- Apollo Program Summary Report
- Little Joe II Qualification Test Flight Report - September 1963 (PDF)
- Little Joe II Progress Report - December 1964 (PDF)
- Postlaunch Report for Little Joe II Mission A-004 - April 1966 (PDF)